# Pisangan
Pisangan fou un estat tributari protegit del tipus istimrari, feudatari de Jodhpur, al districte d'Ajmer, format per 11 pobles. Fou fundat per Kunwar Kesri Singh, fill jove de Raja Udai Singh de Jodhpur. El seu fill Sujan va rebre Junian i Mehrun, i el fill d'aquest va ser el primer a residir a Pisangan. El 1806 Nathu Singh va rebre el títol de raja del maharajà de Jodhpur. Pratap Singh fou reconegut raja hereditaria pels britànics el 1877; va morir el 1883 sense successió i el va succeir l'adoptat Kandarp Sen que va iniciar una nova dinastia. Els zamindaris i istimraris foren abolits el 1953.

## Llista de thakurs
- Kunwar Kesri Singh
- Thakur Sujan Singh, va rebre
- Thakur Jhujhar Singh + després de 1700
- Thakur Fateh Singh
- Thakur Shambhu Singh
- Thakur Salim Singh
- Thakur i després Raja Nathu Singh
- Raja Aman Singh
- Raja Sardar Singh
- Raja Kalyan Singh
- Raja Pratap Singh ?-1883
- Raja Kandarp Sen 1883-?